# Matlock (Washington)
Matlock az Amerikai Egyesült Államok északnyugati részén, Washington állam Mason megyéjében elhelyezkedő önkormányzat nélküli és egykori statisztikai település. A 2000. évi népszámláláskor 155 lakosa volt.
A Mary M. Knight School területén évente megrendezik a mezőgazdasági gépeket és kézműves termékeket bemutató Old Timers’ Fairt.

## Éghajlat
| Hónap                                   | Jan. | Feb. | Már. | Ápr. | Máj. | Jún. | Júl. | Aug. | Szep. | Okt. | Nov. | Dec. | Év   |
| --------------------------------------- | ---- | ---- | ---- | ---- | ---- | ---- | ---- | ---- | ----- | ---- | ---- | ---- | ---- |
| Rekord max. hőmérséklet (°C)            | 14,0 | 16,0 | 16,0 | 25,0 | 32,0 | 29,0 | 32,0 | 36,0 | 33,0  | 24,0 | 14,0 | 13,0 | 36,0 |
| Átlagos max. hőmérséklet (°C)           | 7,4  | 8,4  | 9,8  | 13,0 | 17,0 | 19,6 | 23,1 | 25,2 | 23,7  | 15,2 | 9,6  | 6,9  | 14,9 |
| Átlagos min. hőmérséklet (°C)           | 1,0  | 1,0  | 2,1  | 2,7  | 4,9  | 8,2  | 10,1 | 10,0 | 7,0   | 5,3  | 0,4  | 0,0  | 4,4  |
| Rekord min. hőmérséklet (°C)            | −6,0 | −8,0 | −6,0 | −3,0 | −1,0 | 3,0  | 4,0  | 3,0  | 0,0   | −2,0 | −5,0 | −6,0 | −8,0 |
| Átl. csapadékmennyiség (mm)             | 366  | 223  | 248  | 163  | 110  | 63   | 32   | 41   | 66    | 213  | 355  | 331  | 2211 |
| Forrás: Western Regional Climate Center |      |      |      |      |      |      |      |      |       |      |      |      |      |

## Fordítás
- Ez a szócikk részben vagy egészben  a   Matlock, Washington című angol Wikipédia-szócikk ezen változatának fordításán alapul.  Az eredeti cikk szerkesztőit annak laptörténete sorolja fel. Ez a jelzés csupán a megfogalmazás eredetét és a szerzői jogokat jelzi, nem szolgál a cikkben szereplő információk forrásmegjelöléseként.